# Ралли Сардинии

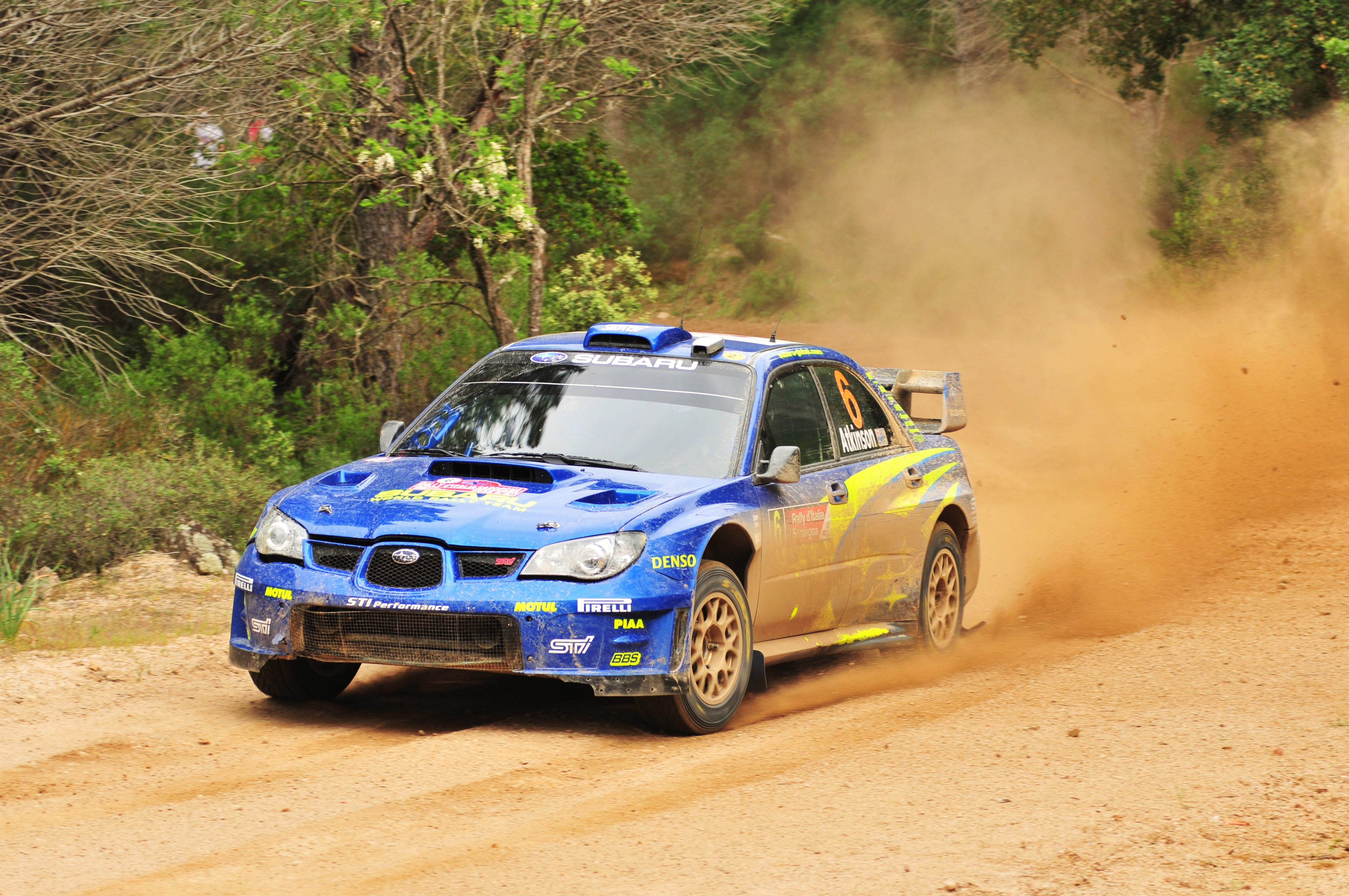
Крис Эткинсон (2008)

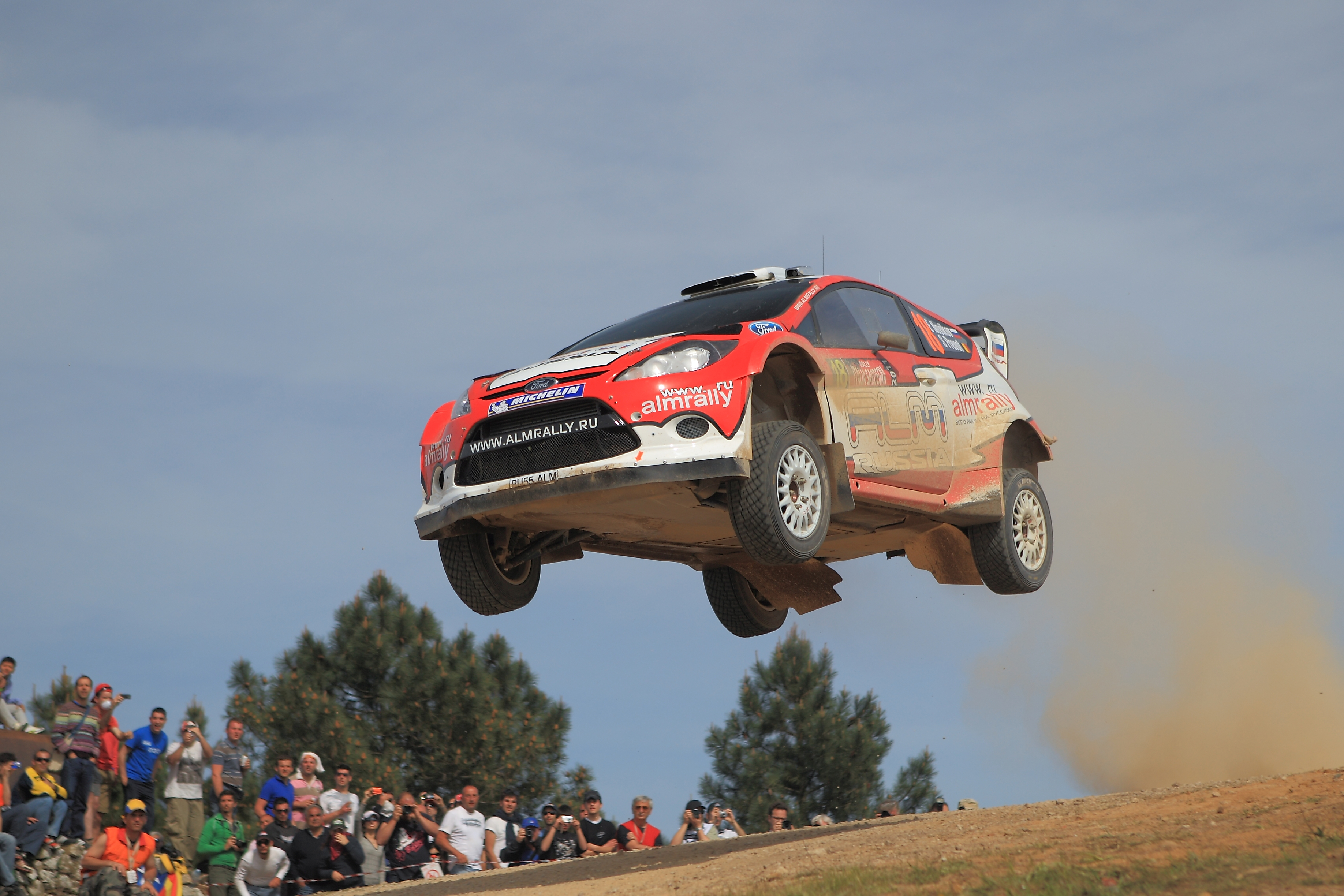
Евгений Новиков (2011)

Ралли Сардинии (итал. Rally di Sardegna) – раллийная гонка, проводящаяся на острове Сардиния в Италии с 2004 года. Этап пришёл на замену Ралли Сан-Ремо из-за возникших у того организационных и экономических проблем.
Первое состязание имело официальное название Supermag Rally Italia Sardinia и проходило с 1 по 3 октября 2004 года. Гонку выиграл Петтер Сольберг на Subaru Impreza WRC, опередив двух гонщиков на Citroën Xsara: Себастьена Лёба и Карлоса Сайнса. Уже со следующего года было разработано большое количество нововведений и улучшений, особенно с точки зрения гоночного маршрута, обновленного на 75 процентов. Такое решение в немалой степени было принято для удовлетворения команд и гонщиков, которые просили о более быстрых спецучастках и более широкой трассе. Этап также был перенесён на май, чтобы стать «открытием» туристического сезона на Сардинии. На этот раз Лёб и Сольберг обменялись местами в финишном протоколе. 
В 2010 году из-за системы ротации ралли в мировом календаре, а также из-за серьезного экономического кризиса в регионе, состязание было проведено только в составе IRC. Дистанция гонки была существенно сокращена. В следующем году ралли снова стало частью чемпионата мира, несмотря на многочисленные слухи о том, что итальянский этап будет перенесён на Сицилию или Тоскану. И собрало при этом рекордное на тот момент количество участников на машинах высшей категории - двадцать.  
В 2018 году Себастьен Ожье лидировал практически по ходу всей дистанции итальянского этапа, но на последнем спецучастке победу, с преимуществом всего в 0,7 сек., вырвал бельгиец Тьерри Невилль. Это второй результат в списке самых маленьких отрывов победителя в рамках чемпионата мира.  
Состязание 2020 года, первоначально запланированное на июнь, но позже перенесенное на октябрь из-за пандемии COVID-19, прошло по укороченной программе и общая дистанция составила всего 238,8 км, разбитых на 16 спецучастков.

## Победители

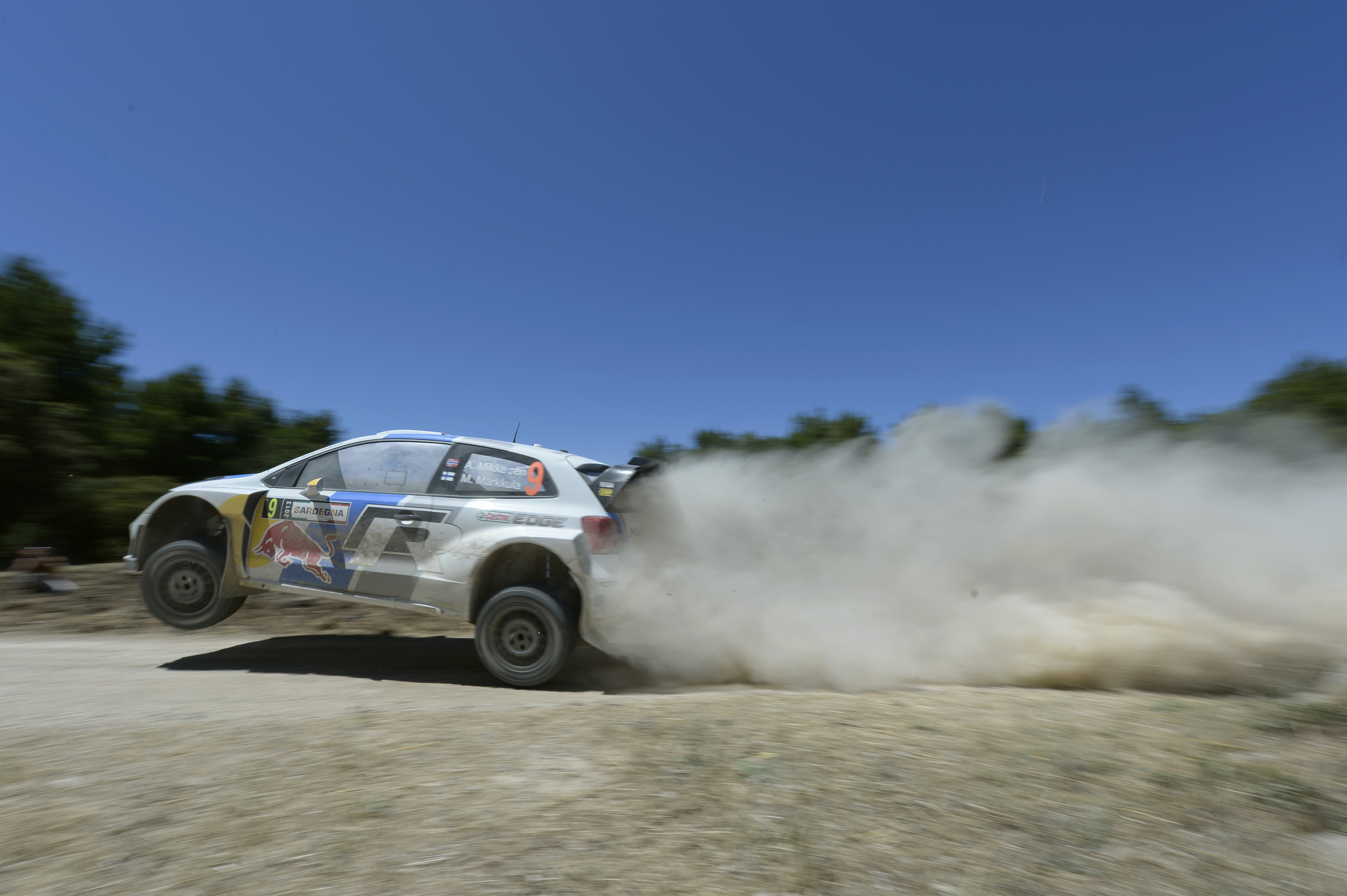
Андреас Миккельсен (2013)

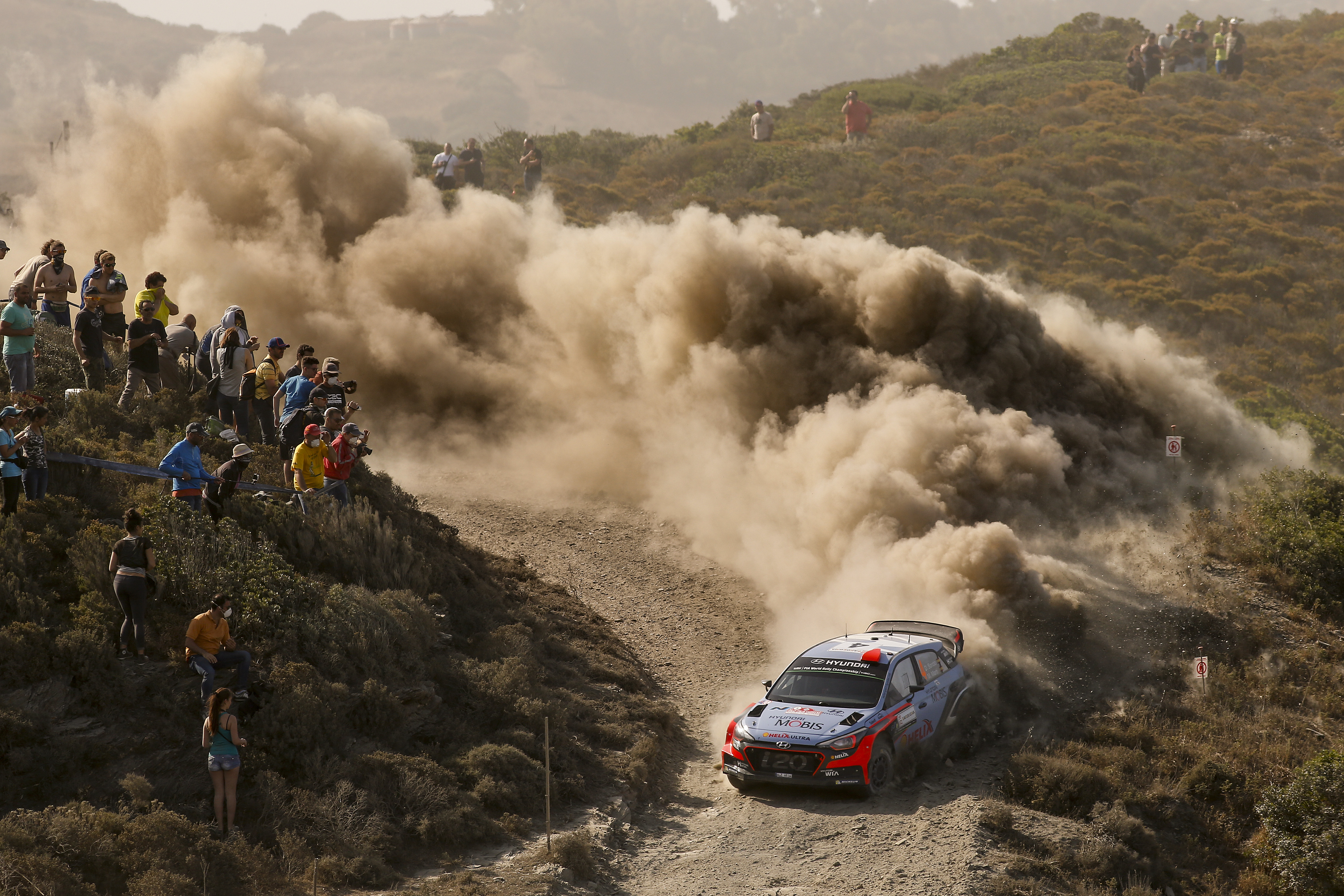
2016

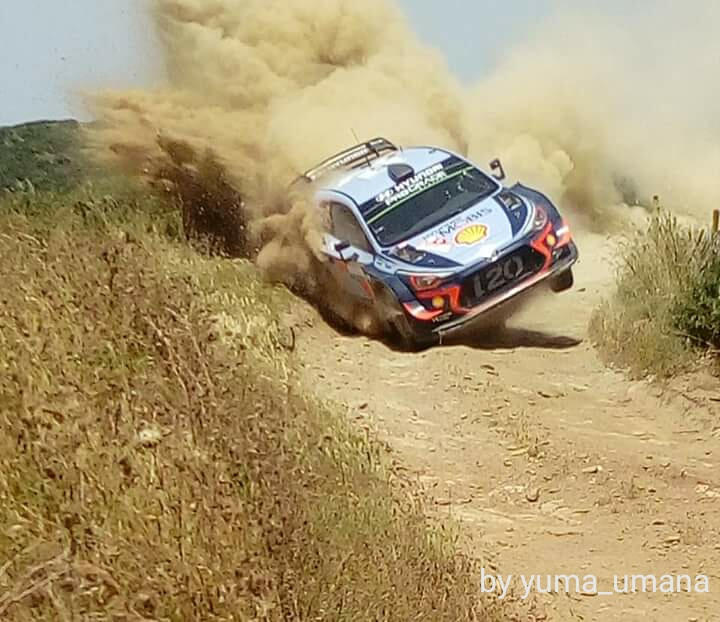
Тьерри Невилль (2018)

| Сезон | Пилот             | Автомобиль              |       |
| ----- | ----------------- | ----------------------- | ----- |
| 2004  | Петтер Сольберг   | Subaru Impreza WRC 2004 |       |
| 2005  | Себастьен Лёб     | Citroën Xsara WRC       |       |
| 2006  | Себастьен Лёб     | Citroën Xsara WRC       |       |
| 2007  | Маркус Гронхольм  | Ford Focus RS WRC 06    |       |
| 2008  | Себастьен Лёб     | Citroën C4 WRC          |       |
| 2009  | Яри-Матти Латвала | Ford Focus RS WRC 09    |       |
| 2010  | Юхо Хяннинен      | Škoda Fabia S2000       |       |
| 2011  | Себастьен Лёб     | Citroën DS3 WRC         |       |
| 2012  | Микко Хирвонен    | Citroën DS3 WRC         |       |
| 2013  | Себастьен Ожье    | Volkswagen Polo R WRC   | Отчёт |
| 2014  | Себастьен Ожье    | Volkswagen Polo R WRC   | Отчёт |
| 2015  | Себастьен Ожье    | Volkswagen Polo R WRC   | Отчёт |
| 2016  | Тьерри Невилль    | Hyundai i20 WRC         | Отчёт |
| 2017  | Отт Тянак         | Ford Fiesta WRC         | Отчёт |
| 2018  | Тьерри Невилль    | Hyundai i20 Coupe WRC   | Отчёт |
| 2019  | Дани Сордо        | Hyundai i20 Coupe WRC   | Отчёт |
| 2020  | Дани Сордо        | Hyundai i20 Coupe WRC   | Отчёт |
| 2021  | Себастьен Ожье    | Toyota Yaris WRC        | Отчёт |
| 2022  | Отт Тянак         | Hyundai i20 N Rally1    | Отчёт |
| 2023  | Тьерри Невилль    | Hyundai i20 N Rally1    | Отчёт |
| 2024  | Отт Тянак         | Hyundai i20 N Rally1    | Отчёт |
| 2025  | Себастьен Ожье    | Toyota Yaris WRC        | Отчёт |

## Многократные победители
| Победы | Пилот          | Годы                   |
| ------ | -------------- | ---------------------- |
| 5      | Себастьен Ожье | 2013-2015, 2021, 2025  |
| 4      | Себастьен Лёб  | 2005, 2006, 2008, 2011 |
| 3      | Тьерри Невилль | 2016, 2018, 2023       |
| 3      | Отт Тянак      | 2017, 2022, 2024       |
| 2      | Дани Сордо     | 2019, 2020             |

### Многократные призёры (только чемпионат мира)
| Подиумы | Пилот             | Годы |
| ------- | ----------------- | ---- |
| 9       | Себастьен Ожье    |      |
| 8       | Тьерри Невилль    |      |
| 6       | Микко Хирвонен    |      |
| 6       | Яри-Матти Латвала |      |
| 6       | Дани Сордо        |      |
| 5       | Себастьен Лёб     |      |
| 5       | Отт Тянак         |      |